# 오염자 부담 원칙
오염자 부담 원칙(polluter-pays principle, 간단히 PPP)는 본래 1972년 5월 26일 경제협력개발기구(OECD)에서 채택한 “환경 정책의 국제 경제적 측면에 관한 지도 원칙”으로 권고된 “오염자 지불 원칙”에 따른 것으로, 환경오염물질을 배출한 자가 오염으로 인해 발생하는 피해 비용을 모두 지불하게 하는 것이었다. 이후 채택되고 실시되는 과정에서 변화하여, 공해를 발생시키는 기업이 오염에 따른 피해를 복구하고 피해자에게 보상을 해주는 책임을 져야한다는 점이 강조되었다. 그리하여 PPP를 한국어로 옮길 때에도 “오염자 지불 원칙”보다는 “오염자 부담 원칙”으로 하는 것이 일반적이다.

## 개요
1972년 OECD 위원회는, 민간기업에 오염 방지를 위한 보조금을 주는 나라와 보조금을 주지 않는 나라가 있는 경우에, 시장에서 상대적으로 유리한 입장이 되는 기업이 나타나는 무역 불균형(일종의 비관세 장벽)을 막기 위해, OECD 가맹국 간의 오염 방지의 기본 원칙으로서 “오염자 지불 원칙(PPP)”을 가맹국 전체로 실시하여 오염자에게 보조금을 주지 않기로 결정했다. 그러나 다른 OECD 권고에서는 국가가 오염 삭감 수단의 채용을 장려·촉진하는 것이 바람직한 경우에는 예외를 두고 있다. 오염자가 경제적 곤란으로부터 오염 방지 비용을 지불할 수 없는 경우이거나, 국제 무역의 조건을 비뚤어지게 하지 않는다고 하는 조건에서 한시적으로 보조금을 지급하는 것을 인정하고 있다.
“오염자 지불 원칙”은 공기, 물, 토지 등의 환경자원을 이용하면서도 오염 비용에 대한 지불이 제대로 이루어지지 않는 것이 환경 악화의 주된 요인이라는 관점에 따른 것이다. 이러한 외부 비용을 제품이나 서비스등의 가격에 반영시켜(외부 비용의 내부화), 오염자가 오염에 의한 손해를 삭감하려고 하는 유인을 만드는 것이 그 목적이다.
PPP에 따라 비용을 지불하는 것은 “오염자”이다. 즉, 비용은 생산자뿐만이 아니라, 소비자도 일부를 부담하는 것이다. 비용을 내부화해서, 환경을 오염시키는 제품이나 서비스에 높은 가격이 책정되면, 소비자의 선택에 영향을 미치게 되어 사회 전체(생산자와 소비자)가 친환경적인 대체품을 찾게 된다.

## 같이 보기
- 외부 비용
- 환경세
- 환경 문제
- 쓰레기 종량제